# Альбігова
Альбігова (пол. Albigowa) — село на Закерзонні в Польщі, у гміні Ланьцут Ланьцутського повіту Підкарпатського воєводства.
Населення — 2952 особи (2011).

## Географія
Розташоване на українській етнічній території Надсяння.

## Історія
Після захоплення у 1340 році Галичини поляки встановлювали свій режим. Село закріпачене за німецьким правом у XIV столітті Оттоном Пілицьким.
У 1450 р. селом володів Ян Пілецький — внук Оттона Пілицького. Цього ж року була в селі римо-католицька парафія, якою розпочаті латинізація і полонізація селян.
За податковим реєстром 1508 року село входило до Перемишльської землі Руського воєводства, у селі була корчма.
За податковим реєстром 1589 року село входило до Тичинського округу Перемишльської землі Руського воєводства, у селі було 47 ланів (коло 1175 га) оброблюваної землі, 2 корчми, 2 млини з трьома колесами, 15 загородників, 37 коморників з тягловою худобою і 53 без неї, 12 ремісників, ще 4 і 12 лану землі надані костелу.
Відповідно до «Географічного словника Королівства Польського» в 1870 р. Альбіґова знаходилася в Ланцутському повіті Королівства Галичини і Володимирії, були 223 будинки і 1312 мешканців. На той час унаслідок півтисячоліття латинізації та полонізації українців лівобережного Надсяння село було спольщене.
У 1920—1939 роках село у складі Ланьцутського повіту входило до Львівського воєводства Польщі, у 1934—1939 роках — у складі ґміни Ланьцут.

## Демографія
Демографічна структура станом на 31 березня 2011 року:
|          | Загалом | Допрацездатний вік | Працездатний вік | Постпрацездатний вік |
| -------- | ------- | ------------------ | ---------------- | -------------------- |
| Чоловіки | 1471    | 360                | 940              | 171                  |
| Жінки    | 1481    | 304                | 835              | 342                  |
| Разом    | 2952    | 664                | 1775             | 513                  |